# Turtusha

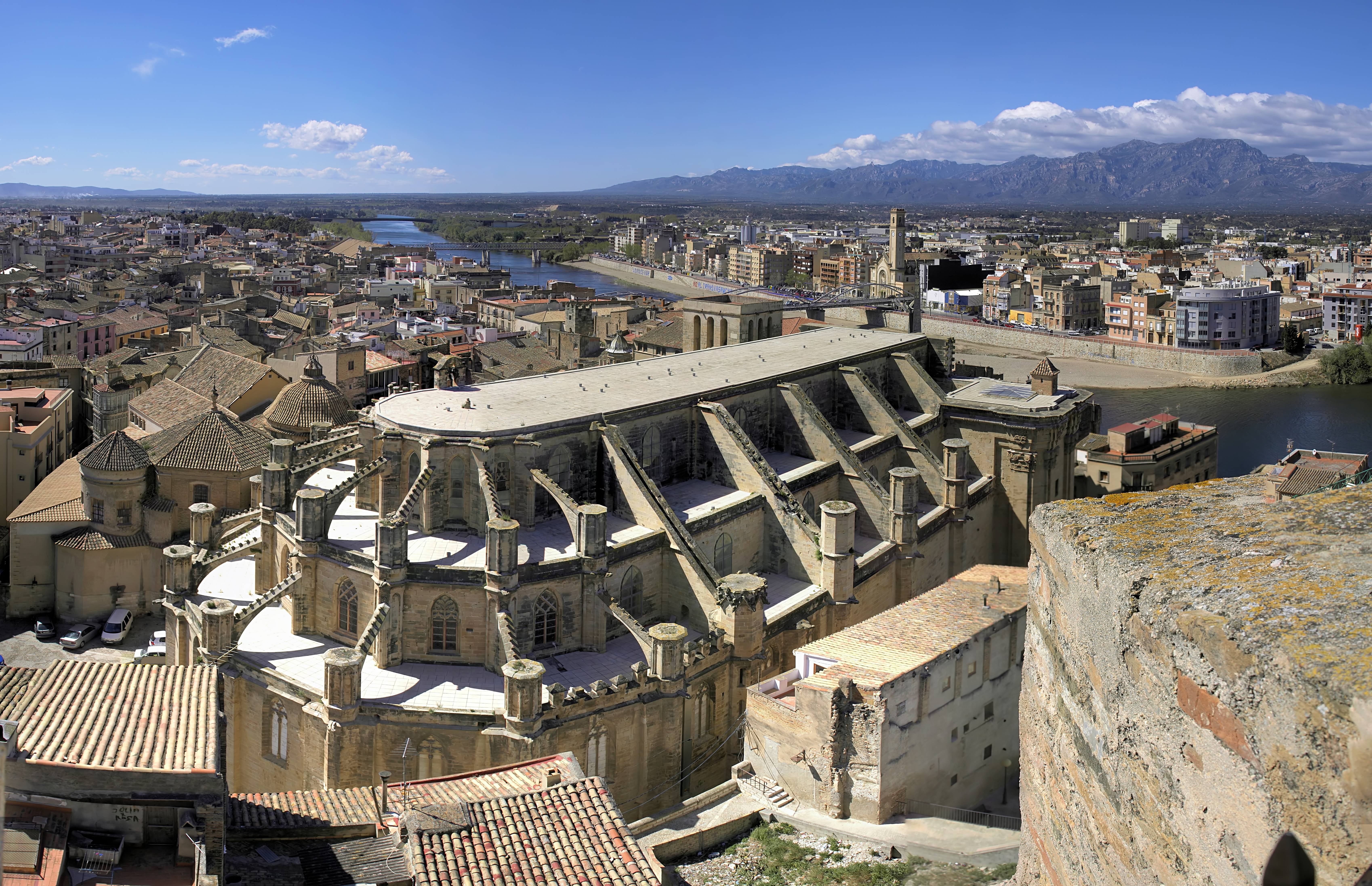
Vista de la catedral de Tortosa que ocupa el emplazamiento de la antigua mezquita.

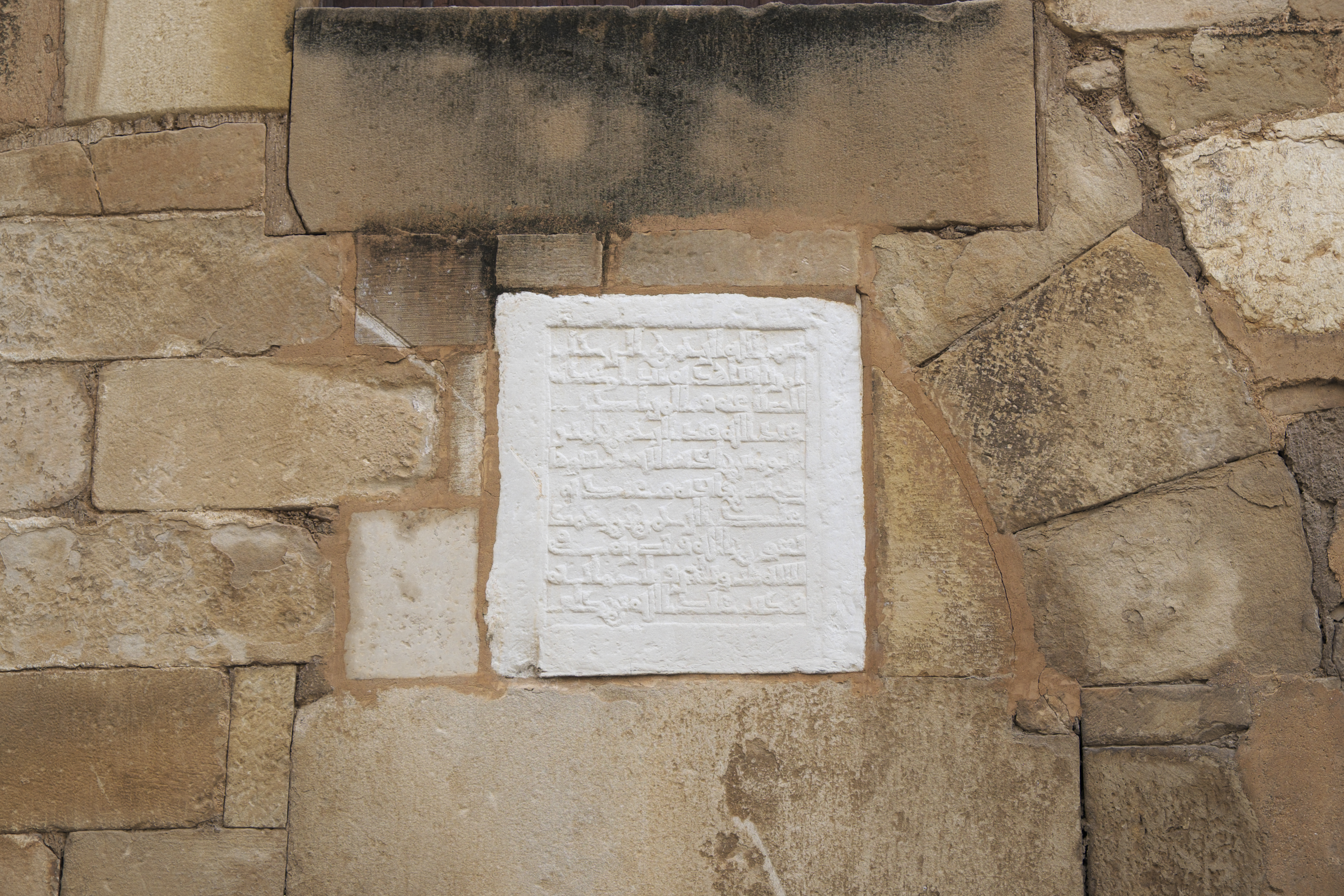
Copia de la lápida fundacional de las atarazanas

Turtusha (en árabe طُرْطُوشَة, /tˤor'tˤu:ʃa/) es una ciudad andalusí que corresponde a la actual ciudad de Tortosa. Junto a Lérida constituía el núcleo urbano musulmán más importante de Cataluña. Contaba con una mezquita de cinco naves ubicada en los terrenos de la actual catedral gótica, alcazaba, baños públicos, mercados y unas atarazanas donde se construían embarcaciones con la madera de pino rojo de los puertos de Tortosa-Beceite dada su calidad, grosor y longitud que los hacía especialmente útiles para mástiles y vergas así como para las vigas de artesonados como las de la propia mezquita de Córdoba.
El periodo de ocupación musulmana se establece entre el año 713-717 y el año 1148 cuando la ciudad es conquistada por las tropas del conde Ramón Berenguer IV, de los Montcada, de la República de Génova y por las de los Templarios.
En la actualidad la localidad cuenta con distintos vestigios de la época. Los baños viejos fueron redescubiertos en 2005 en el barrio de San Jaime a los pies del castillo de la Zuda (antigua alcazaba) mientras que los baños nuevos, que ya eran conocidos, han sido parcialmente transformados en una cafetería y en un establecimiento comercial. En la planta baja de la Biblioteca Marcelino Domingo se pueden contemplar los restos de una manzana de casas con una vía de tránsito fechada en el siglo XII-XIII. La catedral de Tortosa expone en sus salas museográficas una arqueta almohade (siglo XII-XIII) de madera y de marfil (otra de ellas se encuentra desaparecida, todavía hoy, tras el traslado de objetos artísticos realizado durante la guerra civil española) así como la inscripción que recuerda la construcción de las atarazanas (año 944-945; 55 x 52 cm, mármol blanco). El Ayuntamiento de Tortosa conserva entre sus fondos museísticos una tapa de arqueta funeraria, de escritura cúfica, donde se citan versos del Corán, un casco militar de hierro (restaurado) anterior a la conquista de la ciudad en 1148 así como distintos objetos cerámicos. Finalmente el Parador de Turismo-Castillo de la Zuda conserva una inscripción árabe, un epitafio del s. X con referencias a un gobernador descubierto en 1972 (55 x 29,6 x 5 cm), procedente del cementerio islámico que se encuentra en el propio castillo, junto a la torre del homenaje.
De Tortosa también procede un molde de piedra del siglo X destinado a la elaboración de artículos de orfebrería. La pieza fue descubierta en junio de 1900 en el barrio de Remolinos (judería) y se encontraba expuesta en el museo de la ciudad hasta que Juan Abril, arquitecto municipal, se vio obligado a dimitir del cargo de director y la retiró. En 1951 el canónigo Luis Arasa, allegado a la familia del arquitecto, vendió el molde al Ayuntamiento de Barcelona. Sin embargo desde septiembre de 2012 la pieza original se muestra en la colección permanente del Museo de Tortosa en calidad de depósito del Museo Nacional de Arte de Cataluña (MNAC).

## Sitios y expediciones contra Turtusha

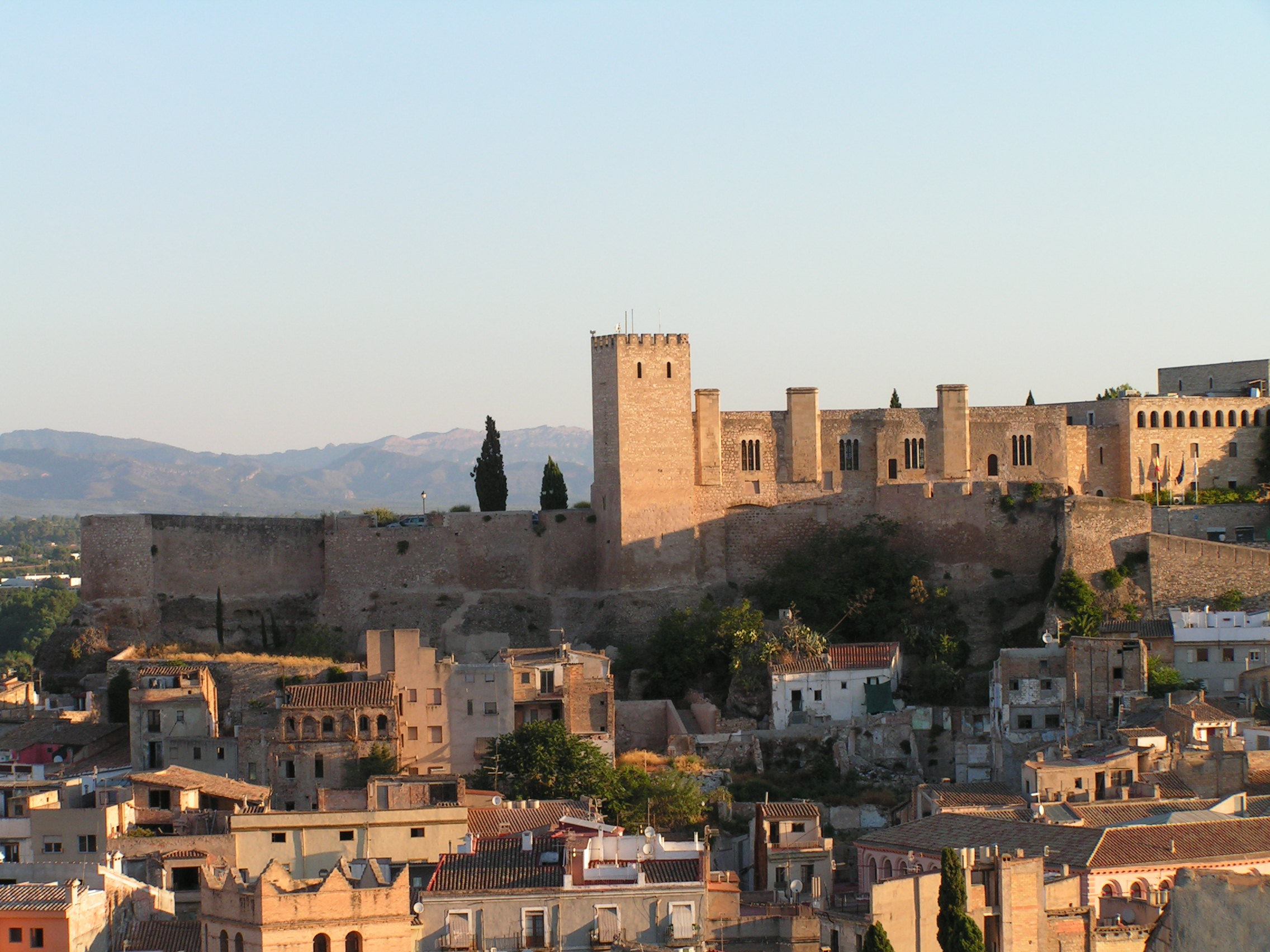
Vista del castillo de la Zuda, antigua alcazaba, desde el Sitjar

- 808-809
- 1092-1093
- 1095
- 1097
- 1148 Conquista

## Personajes
- Menahem ben Saruq (Tortosa-Córdoba s. X): filólogo hebreo.
- Abu Bakr Muhamad ibn al-Walid Al-Turtusí (Tortosa 1059-Alejandría 1126): Autor de "Lámpara de los Príncipes".